# Silene bungei
Silene bungei là loài thực vật có hoa thuộc họ Cẩm chướng. Loài này được Bocquet miêu tả khoa học đầu tiên năm 1967.